# Ryparosa
Ryparosa é um género botânico pertencente à família Achariaceae.

## Espécies
Constituido por 28 espécies:
| - Ryparosa acuminata - Ryparosa amplifolia - Ryparosa baccaureoides - Ryparosa borneensis - Ryparosa calotricha - Ryparosa caesia - Ryparosa cauliflora - Ryparosa fasciculata - Ryparosa glauca - Ryparosa hirsuta | - Ryparosa hullettii - Ryparosa inconstans - Ryparosa javanica - Ryparosa kingii - Ryparosa kostermansii - Ryparosa kunstleri - Ryparosa kurzii - Ryparosa longipedunculata - Ryparosa micromera - Ryparosa minor | - Ryparosa multinervosa - Ryparosa oligophlebia - Ryparosa porcata - Ryparosa scortechinii - Ryparosa sumatrana - Ryparosa wallichii - Ryparosa wrayi |